# シュタルペーネンの戦い
シュタルペーネンの戦い（シュタルペーネンのたたかい、Battle of Stallupönen)は、1914年8月17日、ドイツ帝国のオストプロイセン（現在のロシア領カリーニングラード州）東端にある都市シュタルペーネン（現在のネステロフ）で第一次世界大戦が勃発した1914年に生起した、第一次世界大戦におけるタンネンベルクの戦いのいわゆる前哨戦。
ドイツ軍は一旦ロシア軍を押し返すものの、ロシア軍の進撃を止めるには至らなかった。この戦いで、シュタルペーネンはナポレオン戦争での被害に続き大打撃を受けた。